# Lousitânea
A Lousitânea – Liga de Amigos da Serra da Lousã é uma associação sem fins lucrativos, com sede na Aldeia do Xisto da Aigra Nova, em Góis, que tem como finalidade a conservação e valorização do património natural e cultural da Serra da Lousã através de actividades de conservação da natureza e de animação turística, entre outras temáticas, sendo a sua área de atuação nos concelhos de Góis, Castanheira de Pêra e Lousã, de forma mais incisiva no concelho de Góis.

## História
A Lousitânea foi fundada a 3 de Dezembro de 2003, numa iniciativa de Fátima Curado, Fernando Romão e José Augusto Pais, em Castanheira de Pêra, tendo como objectivo inicial uma actuação na totalidade do território da Serra da Lousã. Após estabelecer contactos com cidadãos e municípios de Castanheira de Pêra, Góis e Lousã, com o intuito de envolver vários actores nos seus projectos e na sua actuação, a Lousitânea fixou a sua sede no concelho de Góis, inicialmente na vila de Góis e mais tarde, em 2009, na Aldeia do Xisto de Aigra Nova, onde se encontra actualmente, concedendo especial atenção e esforços no desenvolvimento do projecto Ecomuseu Tradições do Xisto.

## Projectos

### Ecomuseu Tradições do Xisto
O Ecomuseu Tradições do Xisto assume-se como um projecto dinâmico, integrador e promotor da coesão territorial nos domínios da sua área de influência. A Lousitânea procura, com este projecto, preservar e valorizar o(s) património(s)cultural e natural, salvaguardando as tradições, a cultura serrana e potenciando a conservação da natureza. Para além dos vários Núcleos integrantes, o Ecomuseu Tradições do Xisto tem procurado recuperar, valorizar e dinamizar uma vasta série de acções: Entrudo, descamisada, caminhadas interpretativas, observação de fauna e flora, entre muitas outras têm sido objecto da Lousitânea.
O domínio de intervenção do Ecomuseu Tradições do Xisto abrange o território das Aldeias do Xisto de Góis (Aigra Nova, Aigra Velha,
Comareira e Pena) incluindo o Sítio da Rede Natura 2000 da Serra da Lousã, dentro da área de influência deste. Todo este projecto, para além das populações locais, tem contado com o imprescindível apoio do Município de Góis, da Agência para o Desenvolvimento Turístico das Aldeias do Xisto e da Associação de Desenvolvimento Integrado da Beira Serra. 
Actualmente, e perspectivando a criação de novos Núcleos, o Ecomuseu Tradições do Xisto congrega os seguintes Núcleos: 
- Núcleo Sede do Ecomuseu Tradições do Xisto 
- Núcleo do Forno e Alambique da Família Claro 
- Núcleo da Coirela das Agostinhas 
- Núcleo de Interpretação Ambiental 
- Núcleo da Maternidade de Árvores 

### Geocaching
Criado com o objectivo de dotar as Aldeias do Xisto com mais pontos de interesse e com uma maior capacidade atractiva através da
diversificação de oferta de actividades de turismo e lazer que surgiu o “GeocachINg Xisto”, um projecto que visa potencializar o aumento do número de visitantes das Aldeias do Xisto mediante a captação de um “nicho de mercado” cada vez maior: os praticantes de Geocaching (Geocachers). No total são 11 as geocaches colocadas pela Lousitânea, havendo perspectivas de poder aumentar e diversificar esta rede. Para a prossecução deste projecto, a Lousitânea contou com o apoio da Agência para o Desenvolvimento Turístico das Aldeias do Xisto.
Desde 2017 que este projeto tem vindo a ser incorporado num mais abrangente, comum a todas as Aldeias do Xisto da rede, também com o apoio da ADXTUR.

### Vale do Ceira
Compreendendo a importância de um vasto legado, que representa de forma ímpar a relação histórica entre o Homem e a Natureza a Lousitânea entendeu que seria fundamental, realizar o levantamento de todo o património, que tão bem representa a ocupação do Homem nas margens do vale do rio Ceira.
É, neste contexto, que surgem os Relatórios de Levantamento da Ocupação Humana nas Margens do Rio Ceira nos Municípios de Arganil, Góis, e Pampilhosa da Serra: identificando, registando e analisando a distribuição de elementos caracterizadores que permitam a definição de padrões de ocupação humana nas margens do rio Ceira, de vários períodos históricos, tipologias de construção e com variações geográficas. A Lousitânea apresenta, assim, um documento que identifica as inúmeras construções (classificadas em diversas tipologias, de acordo com o seu uso/função) situadas nas margens do rio Ceira mediante o seu levantamento no terreno (fruto de observação direta, em trabalho de campo) que permitiu a criação de um cadastro de todas as construções feitas pelo Homem, com as múltiplas construções que o vão ocupando, modelando e caraterizando. Este estudo contribui não só para a criação de um cadastro mas, também, para dar a conhecer a existência deste vasto património tentando, ainda, elencar algumas formas de valorização e de conservação (mediante os casos e a necessidade de cada infraestrutura).
Para a prossecução deste projecto, ainda em execução, a Lousitânea tem contado com o apoio imprescindível dos Municípios de Arganil, Góis e Pampilhosa da Serra.

### Serra da Lousã
Na senda das preocupações existentes com o desenvolvimento do território da Serra da Lousã, a Lousitânea, fazendo usufruto do seu objecto
de actuação, tem desenvolvido um vasto leque de acções e intervenções, tendo como objectivo a promoção e alavancamento do desenvolvimento da Serra da Lousã. Assim, neste contexto, destaque para algumas acções que tem desenvolvido nesta área: plantações de espécies autóctones na Serra da Lousã; organização da Iª Conferência sobre a Serra da Lousã – Recursos e Produtos Turísticos (Góis, 2013); proposta e assinatura de Protocolo de Intenções para o Desenvolvimento Integrado da Serra da Lousã, assinado por 5 dos 7 Municípios que compõem a Serra da Lousã (Trevim, 2013); proposta para que o dia 13 de Junho (dia da Romaria ao Santo António da Neve) seja acolhido por todos como o “Dia da Serra da Lousã”; organização da IIª Conferência sobre a Serra da Lousã – Desafios e Oportunidades de Desenvolvimento no Horizonte 2014-2020; participação activa no processo de criação da Agência para o Desenvolvimento da Serra da Lousã.

### Rede de Percursos Pedestres
A Rede de Percursos Pedestres no concelho de Góis é um projecto que surge por iniciativa da Trans Serrano – Aventura, Lazer e Turismo (entidade promotora do projecto) sendo a Lousitânea entidade que, implementa os percursos em parceria com a Câmara Municipal de Góis e Juntas de Freguesia do concelho. Com o intuito de implementação destes percursos pedestres a Lousitânea candidatou este projecto ao Programa de Desenvolvimento Rural que
visa a criação e implementação dos percursos para o concelho de Góis num total de 10 percursos, de Pequena Rota (PR) e um de Grande Rota (GR) valorizando, desta forma, a promoção turística do concelho a partir da divulgação e estabelecimento de condições para a prática de pedestrianismo.

### Penedos de Góis
O projecto “Penedos de Góis” realizado na área delimitada que os abrange consistiu numa pesquisa bibliográfica, apresentação de resultados obtidos por observação directa em trabalho de campo tendo resultado num relatório que aborda vários aspectos como a caracterização geomorfológica,litólogica e paisagística particularmente a Icnologia, Fauna e Flora, entre outros, com o intuito de poder ser o ponto de partida para a prossecução de mais estudos científicos e, posteriormente para a apresentação de uma candidatura que conceda aos Penedos de Góis um estatuto especial de conservação do seu Património Natural (dentro da legislação em vigor), e à sua valorização enquanto espaço de elevado valor patrimonial, paisagístico, científico, pedagógico e cultural. As conclusões deste trabalho foram apresentadas no “Colóquio Penedos de Góis: Apresentação, Propostas de Classificação, Valorização e Promoção” (Aigra Nova, 2012).